# Anta da Arcainha
Die Anta da Arcainha (auch Casa da Moura oder Dólmen do Seixo de Beira genannt) liegt nahe einer Fahrstraße, auf einem Hügel in Oliveira do Hospital im Distrikt Coimbra in Portugal. Anta oder Dolmen ist die portugiesische Bezeichnung für etwa 5000 Megalithanlagen, die während des Neolithikums im Westen der Iberischen Halbinsel von den Nachfolgern der Cardial- oder Impressokultur errichtet wurden.
Obwohl die Anta unsachgemäß restauriert wurde, bewahrt sie noch einen Teil ihrer früheren Würde. Einige der Steine bestehen aus geformtem Beton. Der Deckstein misst etwa 4,0 × 3,5 × 0,3 m und liegt fast waagerecht auf. Er wird von (jetzt) neun (ursprünglich fünf in situ erhaltenen) Tragsteinen mit einer Höhe von 3,0 bis 4,0 m getragen. Der Dolmen ist wahrscheinlich eine periphere Struktur des Komplexes auf der anderen Seite des Mondego.
Etwa 3,3 km östlich liegt die Anta von Curral dos Mouros (auch Dólmen oder Anta da Sobreda genannt).

## Weblinks

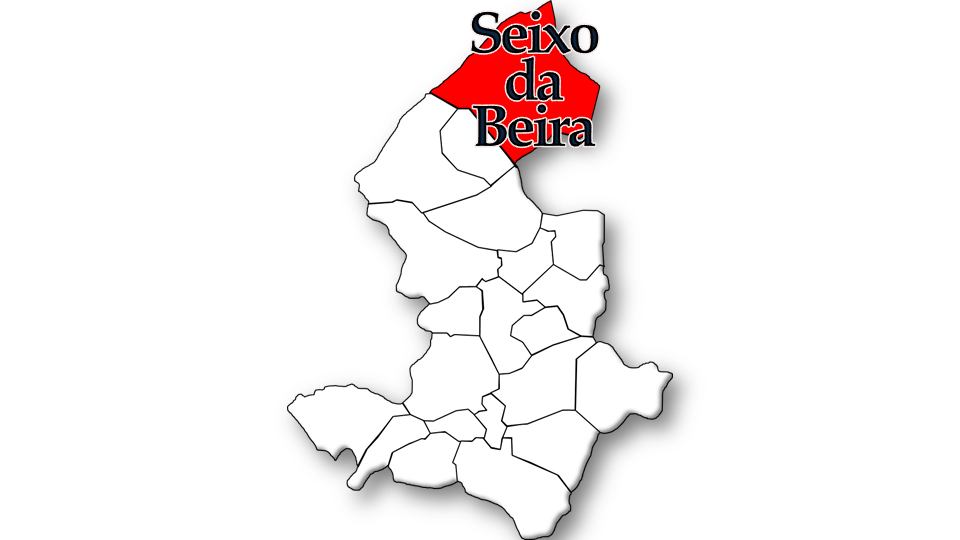
Lage